# Horace Brown
Horace Brown   (comtat de Morris, 30 de març de 1898 - Houston, 25 de desembre de 1983) fou un atleta estatunidenc que va competir a començaments del segle xx.
El 1920 va prendre part en els Jocs Olímpics d'Anvers, on disputà dues proves del programa d'atletisme. En els 3.000 metres per equips va guanyar la medalla d'or, juntament amb Arlie Schardt i Ivan Dresser. En els 5.000 metres arribà a la final, però es va veure obligat a abandonar la cursa.
El 1915 entrà a estudiar al Williams College, però la Primera Guerra Mundial el va dur a lluitar a França. El 1919 fou llicenciat i tornà als estudis, on es graduà l'any següent. El 1920 guanyà el títol de l'IC4A de 2 milles.

## Millors marques
- 2 milles. 9' 51.4" (1919)
- 5.000 metres. 15' 15.2" (1920)[1]